# Erik Fetter
Erik Fetter (Budapeste, 5 de abril de 2000) é um ciclista profissional húngaro que corre para a equipa EOLO-Kometa.

## Palmarés
- 2021
  - Campeonato da Hungria Contrarrelógio  
  - 1 etapa do Tour de Limusino

- 2022
  - Campeonato da Hungria Contrarrelógio

## Resultados em Grandes Voltas
| Corrida | Corrida         | 2019 | 2020 | 2021 | 2022 |
| ------- | --------------- | ---- | ---- | ---- | ---- |
|         | Giro d'Italia   | —    | —    | —    | 83.º |
|         | Tour de France  | —    | —    | —    | —    |
|         | Volta a Espanha | —    | —    | —    | —    |

—: não participa

Ab.: abandono